# Maritozzo
Il maritozzo è un dolce della gastronomia romana consistente in una piccola pagnotta impastata con farina, uova, miele, burro e sale che, tagliata in due, è tradizionalmente farcita con abbondante panna montata ed eventualmente arricchita con pinoli, uva e scorzetta d'arancia candita. Questa ricetta è tipica del Lazio, delle Marche e dell'Abruzzo, mentre in Puglia e in Sicilia con il nome maritozzo si indica invece un dolce a forma di treccia e senza pinoli e uvetta nell'impasto.
In alcune variazioni, il maritozzo può essere anche farcito con gelato, spesso al gusto di vaniglia o di crema.

## Storia
La ricetta avrebbe origini che risalgono sino all'antica Roma: il nome deriverebbe dall'usanza da parte dei ragazzi di offrire questo dolce alla propria fidanzata. Le future spose che lo ricevevano in dono solevano appunto definire il donante «maritozzo», vezzeggiativo popolare e burlesco di «marito». Il dolce poteva, in tali occasioni, celare al suo interno anche doni per l'amata come un anello o un piccolo gioiello, e talvolta era di dimensioni notevoli. Gioacchino Belli, nella poesia Era padre de li santi lo include fra i vari nomi dell'organo riproduttivo maschile in uso a Roma.

## Varianti
- Maritozzo romano

La forma è quella di un panino arrotondato tagliato in due e ripieno di sola panna montata.
- Maritozzo marchigiano-abruzzese

La forma è quella di un panino allungato come un piccolo sfilatino appuntito alle estremità e senza pinoli.
- Maritozzo pugliese e siciliano

La forma è quella di una treccia; è più soffice di quello laziale ed è privo di pinoli e uvetta.
- Maritozzo salato

La forma è quella del panino arrotondato o allungato, ha una riduzione percentuale di zucchero, un sapore più neutro (non dolce) e con ripieni salati e abbinamenti gourmet diventa protagonista del cibo di strada salato e della ristorazione ufficiale.